# Oued Nini
Oued Nini là một đô thị thuộc tỉnh Oum el Bouaghi, Algérie. Dân số thời điểm năm 2002 là 4.851 người.